# Tu viện Bachkovo
Tu viện Bachkovo của Đức Mẹ an giấc   (tiếng Bulgaria: Бачковски манастир "Успение Богородично", Bachkovski manastir, tiếng Gruzia: პეტრიწონის მონასტერი, Petritsonis Monasteri) tên cổ xưa tu viện Petritsoni  hoặc Tu viện của Đức Mẹ Petritzonitissa là một tu viện Chính thống giáo Đông phương lớn ở Nam Bulgaria. Nó nằm bên hữu ngạn sông Chepelare, cách thủ đô Sofia 189 km và 10 km về phía nam Asenovgrad, trực thuộc Hội đồng tôn giáo linh thiêng của Giáo hội Chính thống Bulgaria. Tu viện được biết đến và đánh giá cao nhờ sự kết hợp độc đáo của văn hóa Đông La Mã, Gruzia và Bulgaria được kết hợp bởi đức tin chung.

## Lịch sử
Tu viện được thành lập vào năm 1083 bởi Hoàng tử Gregory Pakourianos, một chính khách và chỉ huy quân sự nổi tiếng của Đế quốc Đông La Mã với tư cách là một tu viện Chính thống Gruzia chi phối. Ông thành lập một chủng viện dành cho giới trẻ tại tu viện. Chương trình giảng dạy bao gồm tôn giáo, cũng như toán học, lịch sử và âm nhạc. Vào thế kỷ 13, các tu sĩ người Armenia và Gruzia của tu viện Petritsioni đã mất đi quyền hành với tu viện, nhưng họ vẫn duy trì ảnh hưởng cho đến thế kỷ 14 và một sách Phúc Âm Armenia từ thế kỷ thứ 10 của tu viện này vẫn còn tồn tại cho đến ngày nay. Trong thời kỳ Đế quốc Bulgaria thứ hai, Tu viện Bachkovo được Sa hoàng Ivan Alexander bảo trợ, điều này được chứng minh bằng một hình ảnh của ông trên các vòm cổng xây kín của chỗ để hài cốt. Người ta tin rằng người sáng lập Trường Văn học Tarnovo và là thượng phụ cuối cùng của Giáo hội Chính thống Bulgaria là Euthymius đã bị người Turk lưu đày và làm việc trong trường của tu viện vào đầu thế kỷ 15.